# Station Łopatki
Station Łopatki is een spoorwegstation in de Poolse plaats Klementowice.